# 岩下有希
岩下 有希（いわした ゆき、1985年11月9日 - ）は、日本の女性タレント、モデル。埼玉県熊谷市出身。

## 略歴・人物
- 熊谷市立熊谷東小学校、川村中学校・高等学校卒業、文化服装学院を1年次で中途退学。
- 文化服装学院在学中にモデルとしてスカウトされ、芸能界入り。
- インターネット美女コンテストでの演技審査の評価で、審査員から絶賛を得る。
- 小学校時代は音楽部、高校時代は演劇部に所属していた。
- ブランチレポーター曽根由希江とは中高時代の同級生であった。
- 趣味・特技は洋裁、デザイン。

## 出演

### バラエティ
- 恋するハニカミ!（TBS） - エキストラ

### CM
- 外務省「海賊・コピー商品撲滅キャンペーン」（2006年）

### プロモーションビデオ
- GO!GO!7188「近距離恋愛」（2006年）

### コンテスト
- 第37回 ノンノ・モデル、ファイナリスト
- 第1回 インターネット美少女コンテスト、ファイナリスト

### 雑誌
- Bios 59号（2006年）
- JJ 神戸紹介ページ（2006年、光文社）

## 作品

### 写真集
- 100+8 SEXY GIRLS FROM V.S.O.O.P 煩悩ガールズ 密封写真集（2005年11月18日、講談社）ISBN 4-06-307753-5

### CD
- 煩悩ガールズ「い・け・な・いルージュマジック」（2005年）

### DVD
- THE GREATEST HITS 煩悩ガールズ（2005年12月16日）